# جيم: قصة جيمس فولي
جيم: قصة جيمس فولي (بالإنجليزية: Jim: The James Foley Story)‏ هو فيلم وثائقي أمريكي لعام 2016، عن حياة الصحفي والمراسل الحربي جيمس "جيم" فولي، وإخراج برايان أوكس.
العرض الأول كان في مهرجان ساندانس في 23 يناير 2016، وعرض على شبكة إتش بي أو في 6 فبراير 2016.

## القصة
يؤرخ الفيلم لقصة حياة المصور الصحفي الأمريكي جيمس فولي. اختطفه تنظيم داعش في يوم عيد الشكر عام 2012 في سوريا أثناء تغطية الحرب الأهلية السورية، واستمرت فترة أسره لمدة عامين. قامت داعش بقطع رأسه ونشر فيديو مصور، وكان رداً على الهجمات الجوية الأمريكية في العراق. وجسد هذا الفيديو وحشية التنظيم وإرهابه. 
ويحوي الفيلم مقابلات مع عائلته وأصدقائه وزملائه.

## روابط خارجية
- جيم: قصة جيمس فولي على موقع IMDb (الإنجليزية)
- جيم: قصة جيمس فولي على موقع ميتاكريتيك (الإنجليزية)
- جيم: قصة جيمس فولي على موقع روتن توميتوز (الإنجليزية)
- جيم: قصة جيمس فولي على موقع قاعدة بيانات الأفلام العربية
- جيم: قصة جيمس فولي على موقع ألو سيني (الفرنسية)
- جيم: قصة جيمس فولي على موقع أول موفي (الإنجليزية)
- جيم: قصة جيمس فولي على موقع فيلمافينيتي (الإسبانية)
- جيم: قصة جيمس فولي على موقع قاعدة بيانات الفيلم (الإنجليزية)
- جيم: قصة جيمس فولي على موقع ليتربوكسد (الإنجليزية)
- جيم: قصة جيمس فولي على موقع كينوبويسك (الروسية)